# Stillingia yungasensis
Stillingia yungasensis là một loài thực vật có hoa trong họ Đại kích. Loài này được Belgrano & Pozner mô tả khoa học đầu tiên năm 2005.